# Numero di Rayleigh
Il numero di Rayleigh è un numero adimensionale utilizzato per lo studio delle forze di galleggiamento.
Caratterizza il regime di moto del fluido in convezione naturale: sopra un certo valore implica un regime di tipo turbolento, sotto di esso il regime risulta laminare. Esiste inoltre un valore critico minimo tale per cui le spinte di galleggiamento dovute ai gradienti di densità in seno al fluido non riescono a superare l’opposizione della viscosità cinematica e il moto non si manifesta, lo scambio termico avviene per semplice conduzione.
Prende il nome da John William Strutt Rayleigh.

## Definizione matematica
Per i fluidi newtoniani e fourieriani, il numero di Rayleigh può essere calcolato attraverso l'approssimazione di Oberbeck-Boussinesq:
{\displaystyle Ra={\frac {\beta _{0}gL^{3}\delta T}{\nu \alpha _{0}}}}
dove:
- {\displaystyle \beta _{0}} è la dilatazione termica alla temperatura {\displaystyle T_{0}};
- δT è la differenza di temperatura tra superficie superiore e superficie inferiore;
- g è il modulo dell'accelerazione di gravità;
- L è una dimensione lineare caratteristica del fenomeno considerato;
- {\displaystyle \nu } è la viscosità cinematica del materiale;
- {\displaystyle \alpha _{0}} è la diffusività termica alla temperatura {\displaystyle T_{0}}.

### Formulazione matematica
Si ottiene adimensionalizzando le equazioni di Navier-Stokes della quantità di moto lungo la direzione del campo gravitazionale nell'approssimazione di Boussinesq, inserendole quella della massa e seguendo l'adimensionalizzazione impostata in quella dell'energia ai fluidi fourieriani che porta al numero di Prandtl:
{\displaystyle ({\frac {L}{\alpha _{0}}}\mathbf {v} \cdot \nabla '+{\frac {\partial }{\partial ({\frac {\alpha _{0}}{L^{2}}}t)}})T'=\nabla '^{2}T'+Pr\Phi '}.
Quindi partendo da :
- ({\displaystyle \nabla '=L\nabla }),
- ({\displaystyle {\frac {D_{0}'}{D_{0}'t_{0}'}}={\frac {L^{2}}{\alpha _{0}}}{\frac {D}{Dt}}}),
- {\displaystyle \mathbf {v} _{0}'={\frac {L}{\alpha _{0}}}\mathbf {v} } e
- {\displaystyle t_{0}'={\frac {\alpha _{0}}{L^{2}}}t},

li si sostituiscono nell'equazione:
{\displaystyle \rho _{0}({\frac {D}{Dt}})\mathbf {(} v)_{g}=-(\nabla P_{0})_{g}+\rho _{0}\beta _{0}g(T-T_{0})+\mu \nabla ^{2}\mathbf {(} v_{0})_{g}}
dove {\displaystyle P_{0}=p+\rho _{0}(\mathbf {g} \cdot \mathbf {r} )} è il carico piezometrico alla densità a temperatura approssimata all'ordine zero {\displaystyle T_{0}}:
{\displaystyle \rho _{0}({\frac {\alpha _{0}}{L^{2}}}{\frac {D_{0}'}{D_{0}'t_{0}'}}){\frac {\alpha _{0}}{L}}\mathbf {(} v'_{0})_{g}=-({\frac {\nabla '}{L}}P_{0})_{g}+(\rho _{0}\beta _{0}g\nabla T)T'+\mu {\frac {\nabla '^{2}}{L^{2}}}{\frac {\alpha _{0}}{L}}\mathbf {(} v'_{0})_{g}}.
Si isola quindi il termine viscoso:
{\displaystyle {\frac {\rho _{0}\alpha _{0}}{\mu }}{\frac {D_{0}'}{D_{0}'t_{0}'}}\mathbf {(} v'_{0})_{g}=-(\nabla '{\frac {L^{2}}{\mu \alpha _{0}}}P_{0})_{g}+{\frac {\rho _{0}\beta _{0}gL^{3}\nabla ^{2}T}{\mu \alpha _{0}}}T'+\nabla '^{2}(v'_{0})_{g}}
che diventa infine:
{\displaystyle {\frac {1}{Pr}}{\frac {D_{0}'}{D_{0}'t_{0}'}}\mathbf {(} v'_{0})_{g}=-(\nabla 'P'_{0})_{g}+RaT'+\nabla '^{2}(v'_{0})_{g}}

## Correlazione con altri numeri adimensionali
Il numero di Rayleigh è pari al prodotto del numero di Grashof per il numero di Prandtl:
{\displaystyle Ra=Gr\cdot Pr}

## Interpretazione fisica
Il numero di Rayleigh può essere interpretato come il rapporto tra forze di galleggiamento e forze d'attrito viscoso.
Il valore del numero di Rayleigh che corrisponde al sopraggiungere delle condizioni di convezione è detto "numero di Rayleigh critico".

### Esempio
Uno strato fluido alla temperatura di equilibrio T(inf) a contatto con una parete più calda (o più fredda) alla temperatura T(s). La zona di fluido che sta a contatto con la parete si riscalda (o raffredda), e la sua  densità varia in modo proporzionale alla differenza di temperatura δT tra fluido e parete.
Il termine che sta al numeratore del numero di Rayleigh quantifica proprio la variazione di peso di un volume cubico di fluido di lato l a causa di tale differenza di temperatura. Tale variazione corrisponde alla forza di galleggiamento.

## Applicazioni
Viene spesso adoperato in geofisica poiché permette di determinare le condizioni di innesco dei moti verticali in fluidi viscosi incomprimibili, la cui temperatura cresce con la profondità.